# Cardiganbukten

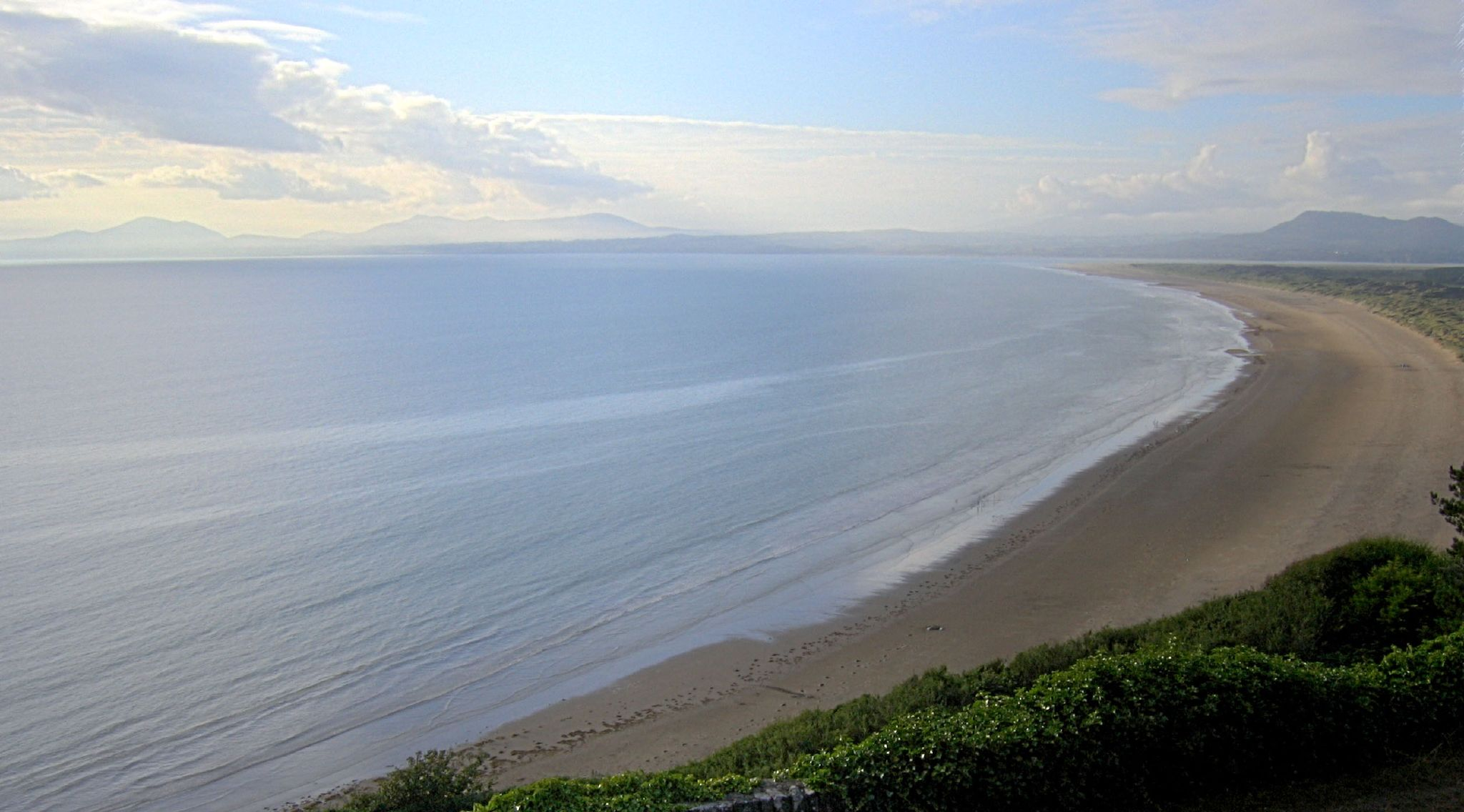
Cardiganbukten.

Cardiganbukten (engelska: Cardigan Bay) är en bukt av Irländska sjön och utgör en stor del av västra kusten av Wales i Storbritannien.
Klimatet i området är tempererat. Årsmedeltemperaturen i trakten är 7 °C. Den varmaste månaden är juli, då medeltemperaturen är 14 °C, och den kallaste är februari, med 3 °C.